# Pere Carlos
Pere Carlos (? - 1 de juny de 1572) fou bisbe de Girona. Quan fou escollit era prior del monestir d'Uclés de l'Orde de Santiago al Regne de Castella. Prengué possessió el 28 d'octubre de 1565. El 1567, expulsats d'Espanya els religiosos conventuals de Sant Francesc, posà en possessió del Convent de Sant Francesc de Girona als religiosos de l'Observança.